# 흥전역
흥전역(Heungjeon station, 興田驛)은 강원특별자치도 삼척시 도계읍에 위치한 영동선의 철도역이었다.
여객 열차는 이 역과 나한정역 사이에 스위치백 구간이 있어 운전 정차하는 대신 여객 취급을 해 오지 않았다. 2012년 6월 27일 솔안터널이 개통하여 선로가 이설되어 폐역되었다. 지금은 (주)하이원추추파크에 인수되어 추추파크 스위치백트레인이 운행되고 있다.

## 역사
- 1940년 8월 1일 : 신호소로 영업 개시
- 1963년 5월 20일 : 신호장으로 변경
- 1986년 12월 30일 : 현 역사 준공
- 1995년 8월 10일 : 배치간이역으로 승격[1]
- 1995년 8월 10일 : 운전취급 시작
- 2012년 6월 27일 : 솔안터널 개통으로 폐역[2]
- 2014년 10월 24일 : 추추파크 스위치백트레인 운행 개시

## 사진

역 입구
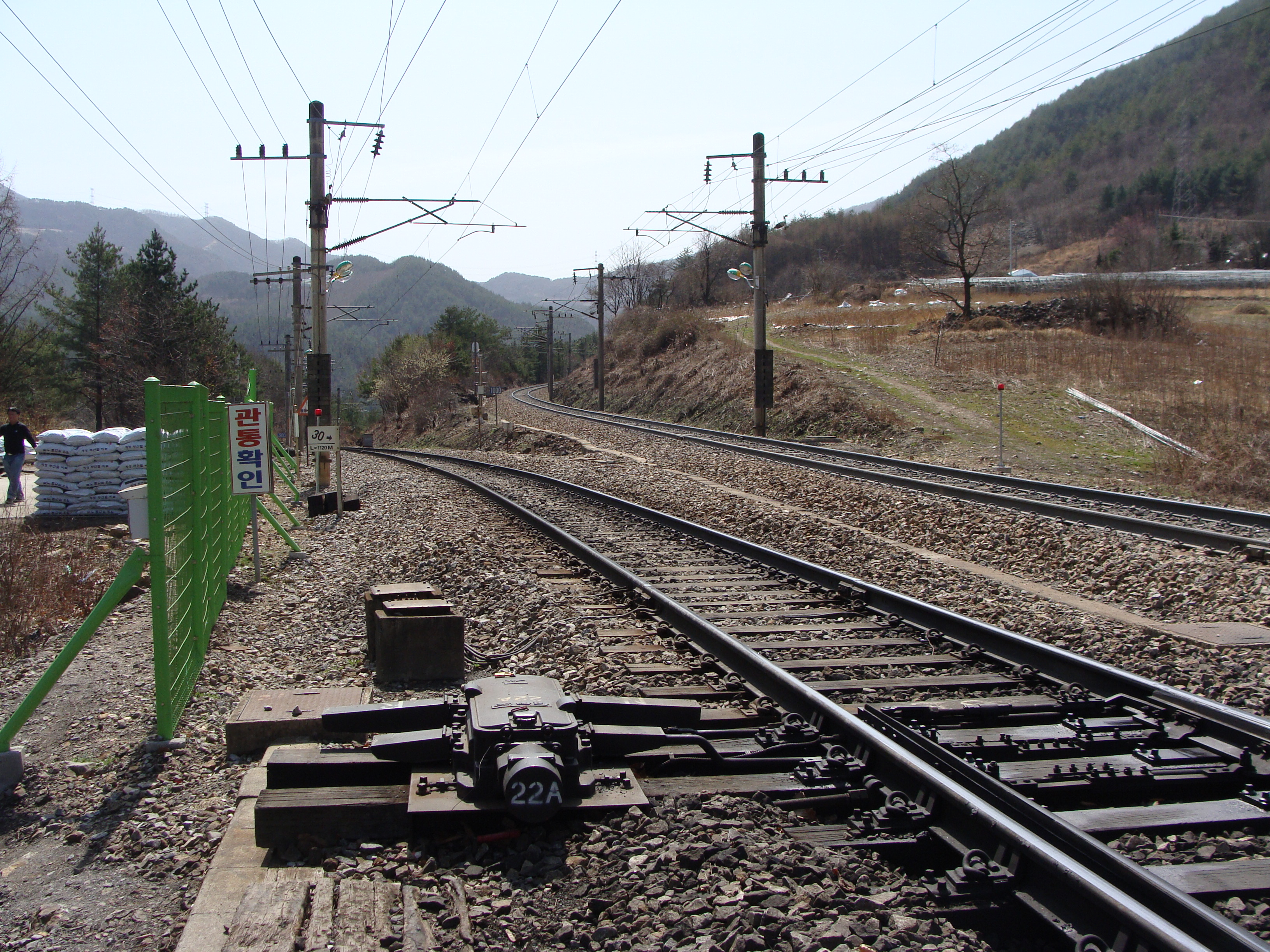
스위치백 선로(왼쪽이 강릉방향, 오른쪽이 영주방향)
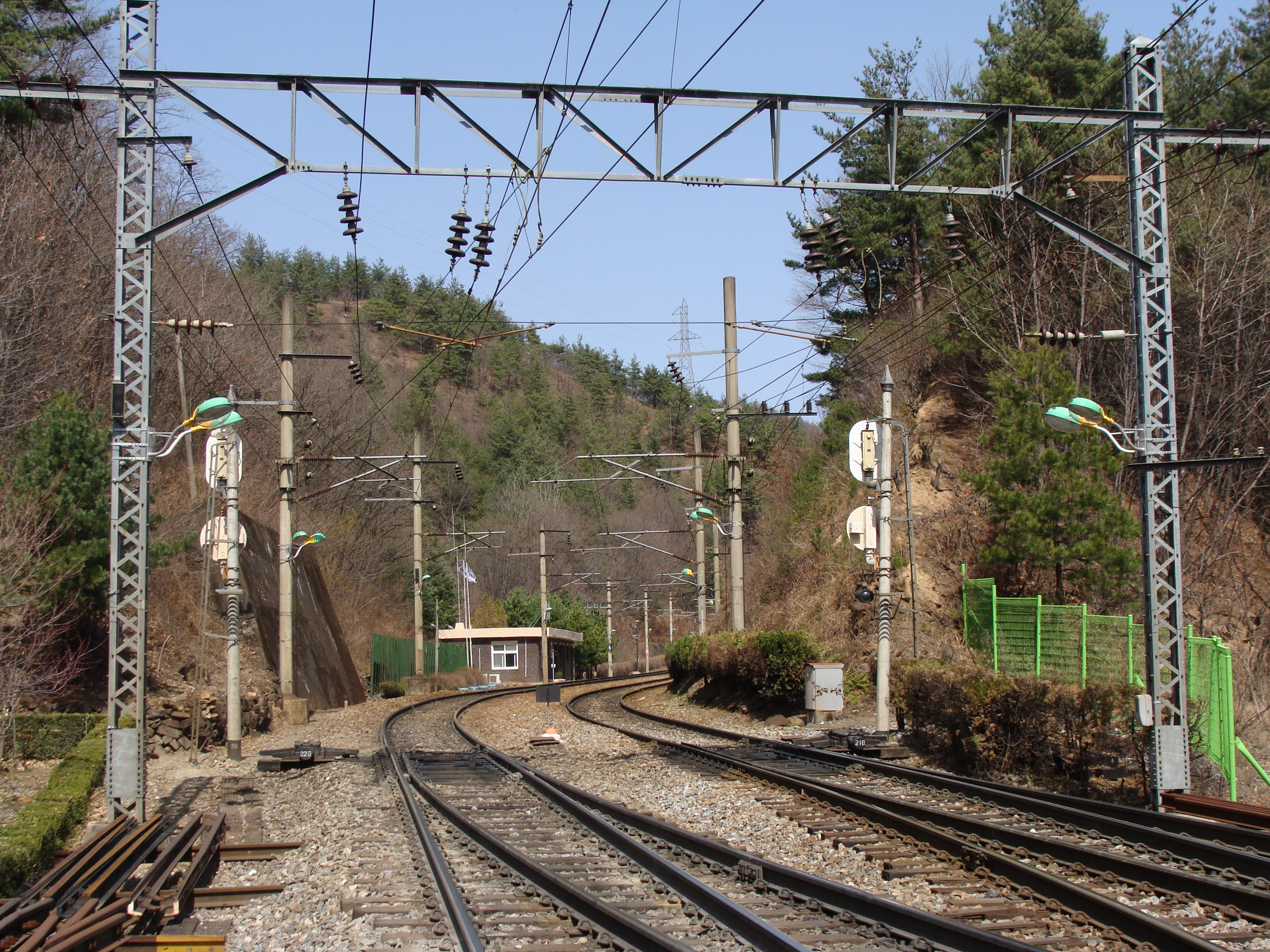
스위치백이 시작되는 지점에서 보는 흥전역
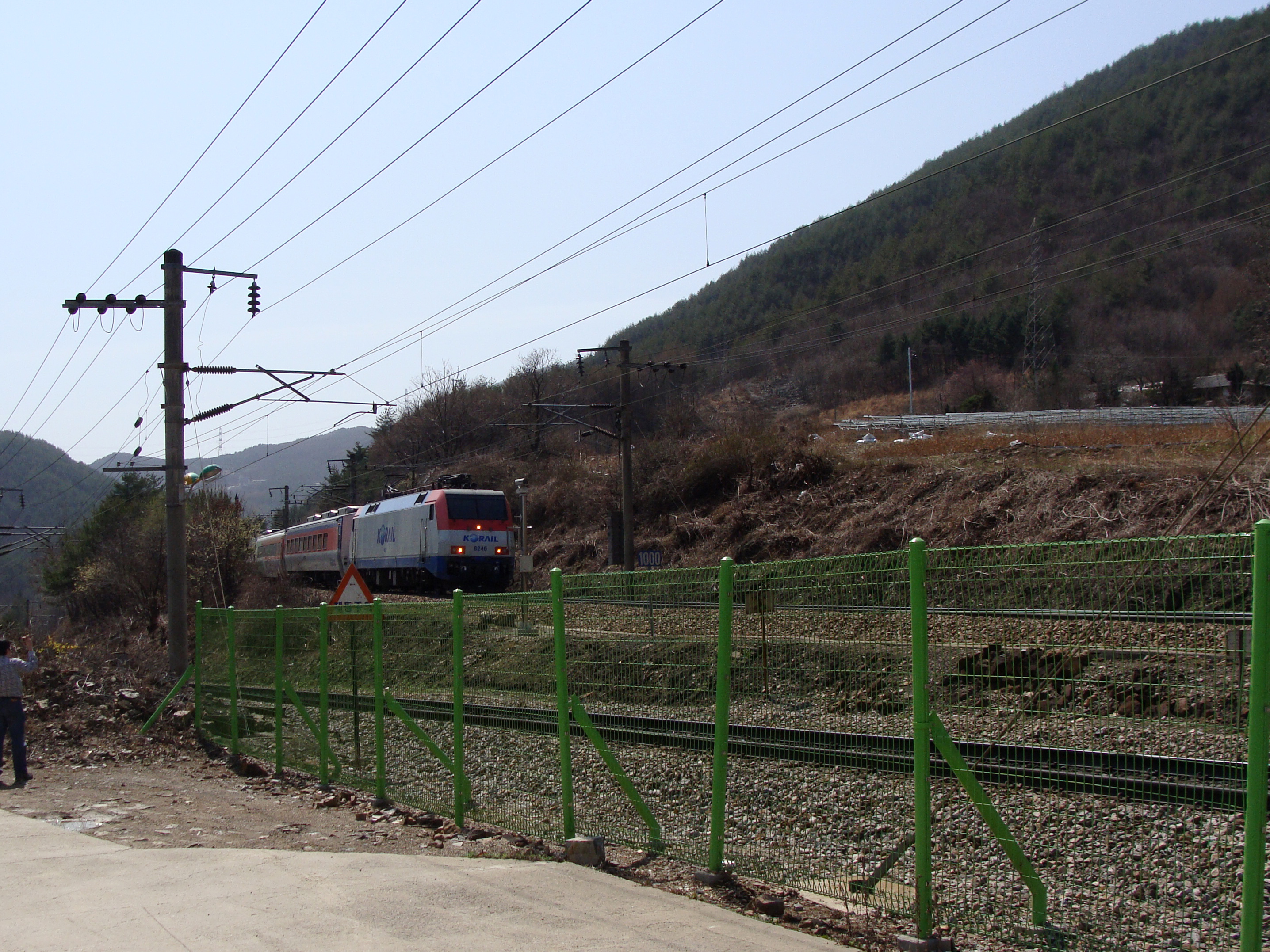
흥전역으로 진입하는 8200호대 견인 강릉행 무궁화호 열차